# Karl Badstieber
Karl Badstieber (geboren am 4. September 1875 in Währing, heute zu Wien; gestorben am 3. Juni 1942 in Wien) war ein österreichischer Architekt.

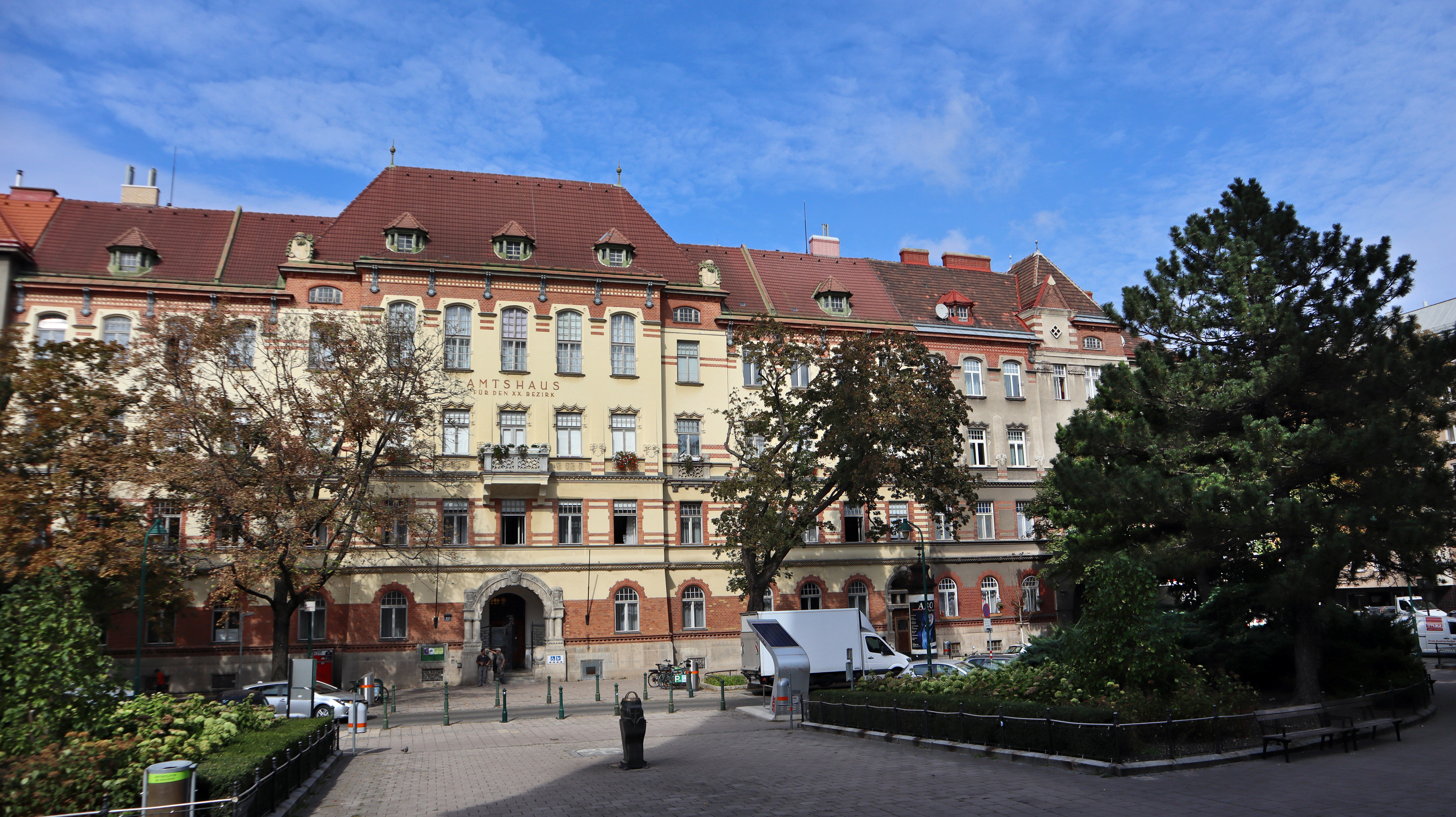
Das Amtshaus am Brigittaplatz mit dem Manfred-Ackermann-Hof (rechts)

## Leben
Badstieber besuchte zuerst die Staatsgewerbeschule und studierte 1898–1901 an der Akademie bei Viktor Luntz. Anschließend arbeitete er einige Jahre in den Büros von Max Hegele und Alexander Graf, bevor er sich selbständig machte.
Seinen ersten großen Auftrag für die Stadt Wien erhielt er bereits knapp nach dem Abschluss seines Studiums, 1903, nachdem er mit einem 1902 eingereichten Plan den Wettbewerb für das Amtshaus des 1900 neu gegründeten Bezirks Brigittenau gewonnen hatte. Der Plan musste zwar im Auftrag des Stadtbauamtes abgeändert werden, das Amtshaus wurde aber 1904–1906 von Badstieber erbaut.
Auch in Folge konnte er staatliche Aufträge bekommen, so für das Kaiser-Franz-Josef-Museum in Baden (mit Karl Reiner) 1904 und die Kinderklinik Glanzing (1913/14). Auch für die Architektur einiger Denkmäler wurde er herangezogen, insbesondere für das Hesserdenkmal 1909.
Sein zweiter wichtiger Auftraggeber war die Südbahn-Gesellschaft, für die er einige Wohnhäuser in Wien und der Steiermark baute. Auch hier arbeitete er mit Karl Reiner zusammen.
Daneben war baute er auch Häuser für das Großbürgertum (oft für den auch als Bauunternehmer tätigen Max Haupt) und errichtete ein Zinshaus im Neubauviertel Neu-Fünfhaus, dieses Tätigkeitsfeld kam allerdings nach dem Ersten Weltkrieg völlig zum Erliegen.
Die Kontakte zur Südbahngesellschaft blieben nach dem Krieg aber bestehen, ebenso zur Stadt Wien, für die er drei Gemeindebauten errichtete. Einer davon (seit 2008 Manfred-Ackermann-Hof genannt) schließt unmittelbar ans Amtshaus Brigittenau an und führt, obwohl fast dreißig Jahre später entstanden, dessen Dekorformen bruchlos fort.
Sein letzter dokumentierter Bau stammt aus dem Jahr 1929, über den Rest seines Lebens ist wenig bekannt, nur ein Posten als Hausverwalter ist nachgewiesen.

## Bauten
Badstieber ist für eine eigenwillige Kombination aus secessionistischen, späthistoristischen und Heimatstil-Elementen bekannt, die sich schon beim ersten Entwurf für das Amtshaus Brigittenau zeigen. Daraus ergibt sich eine romantisierende Tendenz, die sich auch nach dem Ersten Weltkrieg fortsetzt, wo der Zeitmode entsprechend allerdings eher auf expressionistische Formen gesetzt wird (so beim 1924 entstandenen Gemeindebau Landstraßer Hof in der Drorygasse, von dem Achleitner sich sogar an den tschechischen Kubismus erinnert fühlt.). Die beiden nebeneinanderstehenden  Bauten für die Südbahngesellschaft am Margaretengürtel werden für Achleitner als Zeichen genommen, dass der Weltkrieg eine radikale Zäsur (...) auch für konservative Architekten war. Diese Gebäude sind 1914 bzw. 1927 entstanden.
Anbei eine Auswahl von realisierten Bauprojekten:

### Wohnhäuser
- 1901: Gentzgasse 30 (mit August Johann Belohlavek), Wien-Währing
- 1905: Herbeckstraße 90, 98, 100 (Bauunternehmer Max Haupt)
- 1905:[5] Dreihackengasse 6
- 1906: Wurzbachgasse 11 (mit Karl Reiner)
- 1908/09: Hietzinger Hauptstraße 96 (mit Karl Reiner)[6]
- 1912/13: Gymnasiumstraße 1 (ident Gentzgasse 48, mit Karl Reiner)

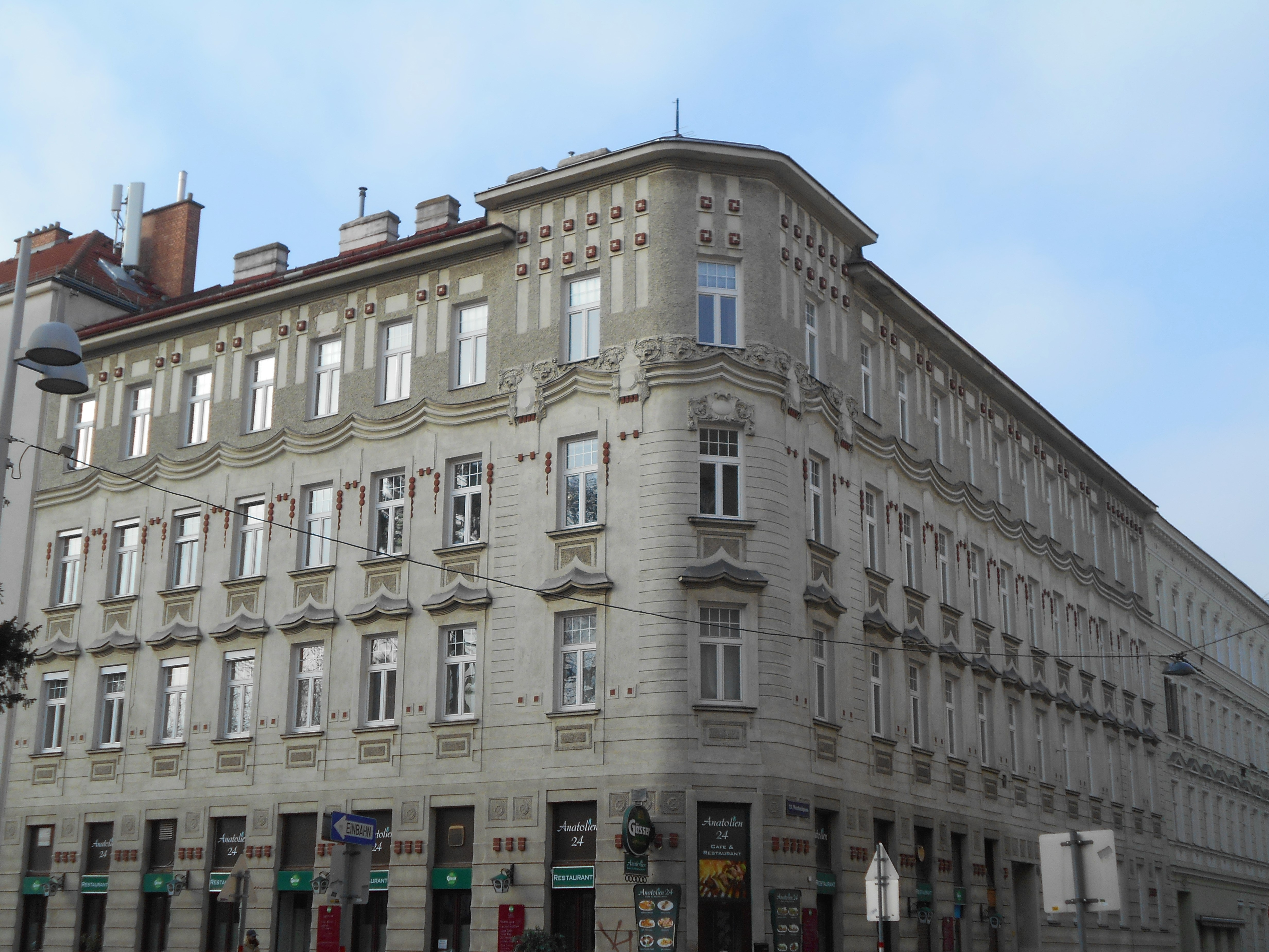
Wurzbachgasse 11
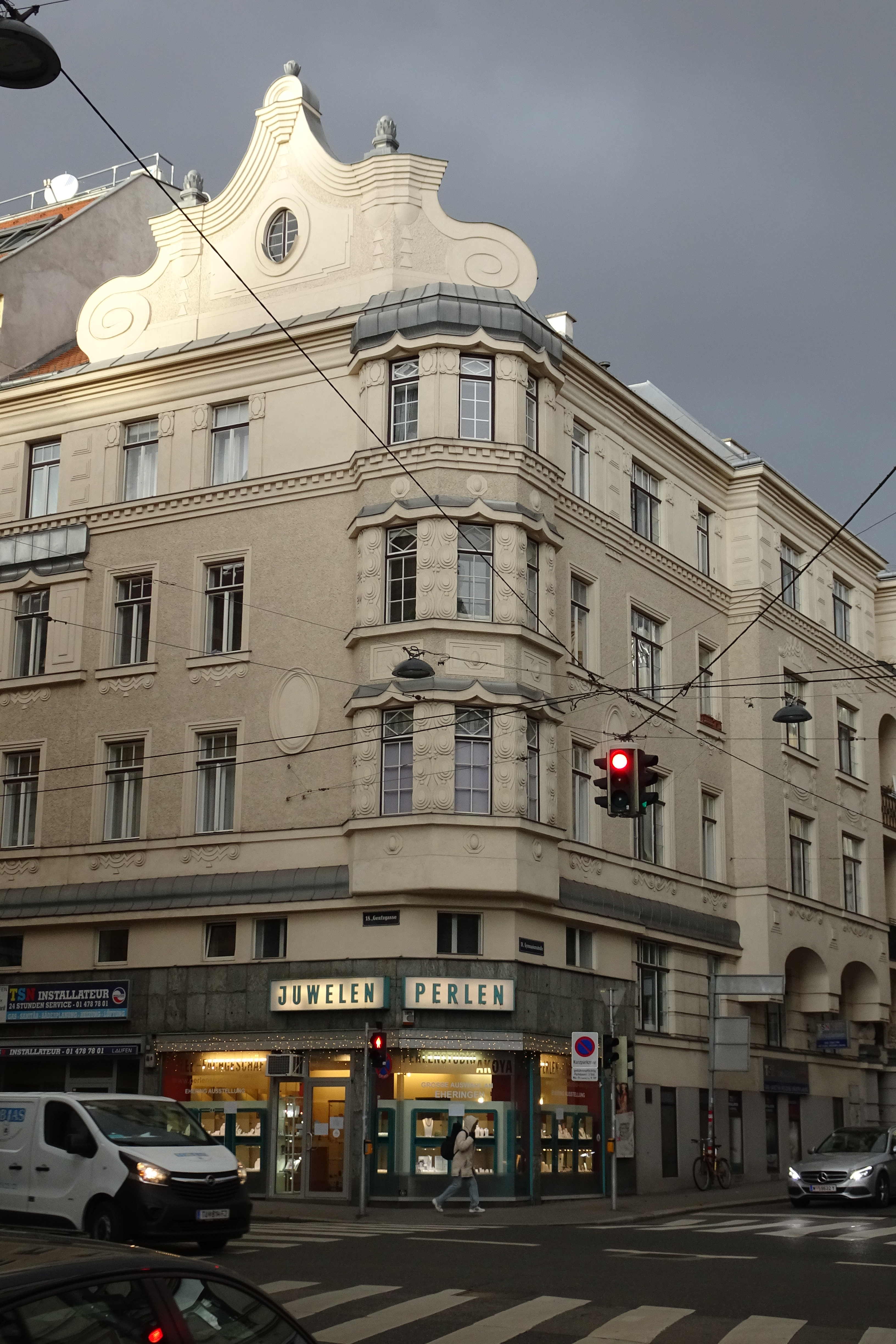
Gymnasiumstraße 1

### Wohnhäuser für Bedienstete der Südbahn-Gesellschaft
Die Wohnhäuser der Südbahn-Gesellschaft wurden sämtlich gemeinsam mit Karl Reiner entworfen.
- 1912/13: Tanbruckgasse 24, Wien-Meidling
- 1913/14: Margaretengürtel 38–40, Wien-Margareten
- 1921: Alte Poststraße 123–129, Graz
- 1921/22: Fraunedergasse 15–19, Bruck an der Mur
- 1921/22: Wiener Straße 120–126, Mürzzuschlag, zwei Objekte, unter Denkmalschutz
- 1926/27: Alte Poststraße 131–135, Graz
- 1927: Margaretengürtel 36, Wien-Margareten

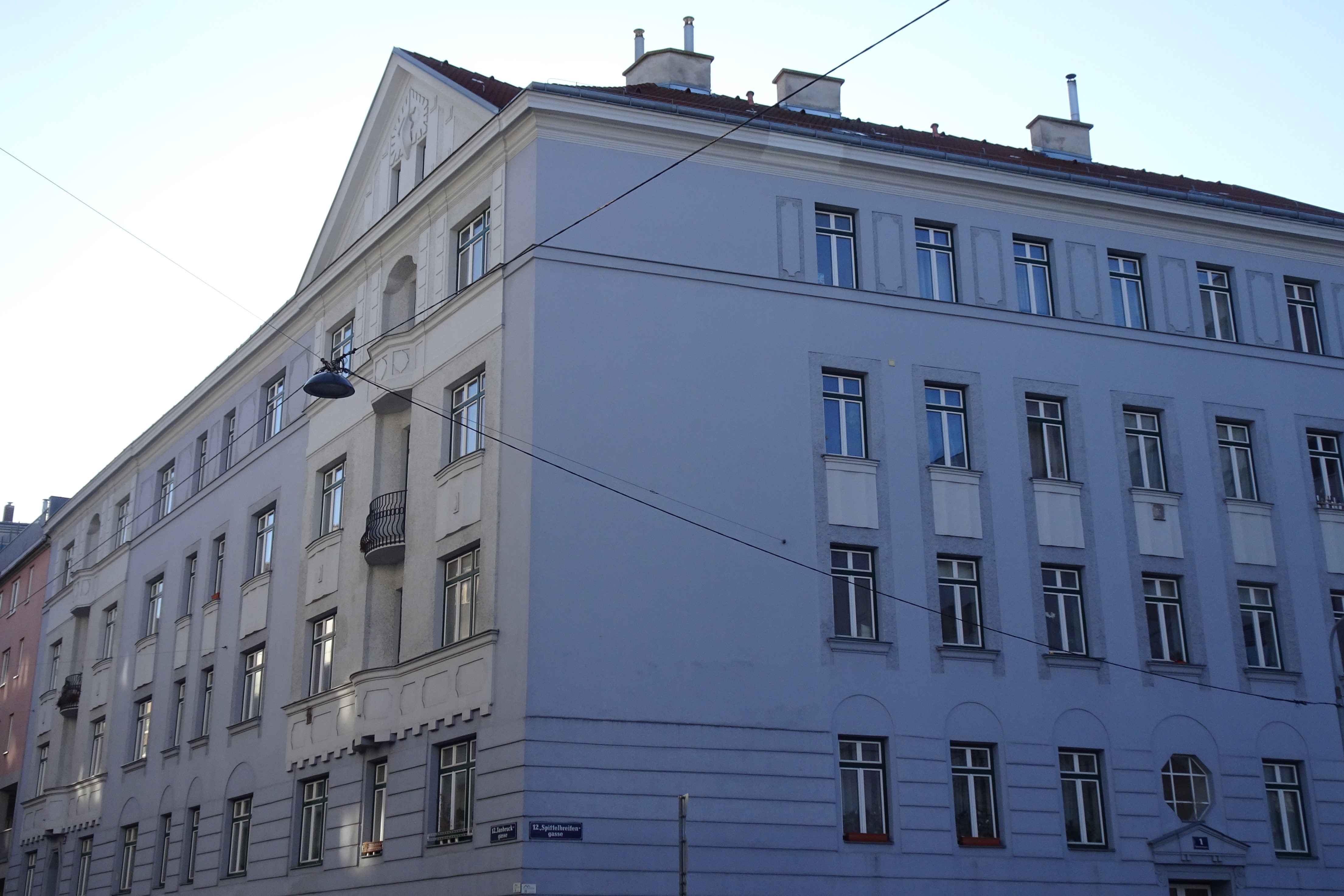
Tanbruckgasse 24, Wien-Meidling
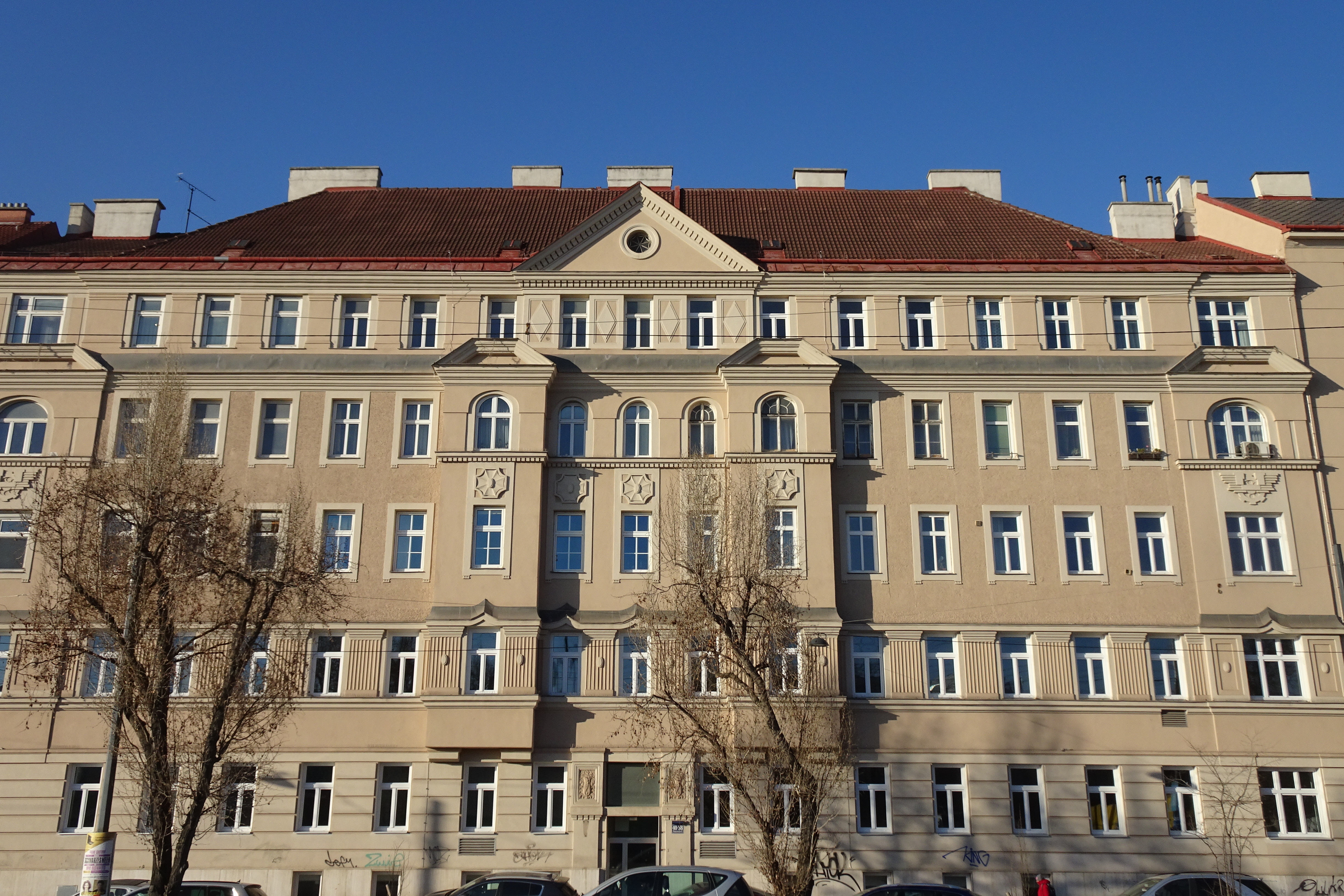
Margaretengürtel 38–40, Wien-Margareten
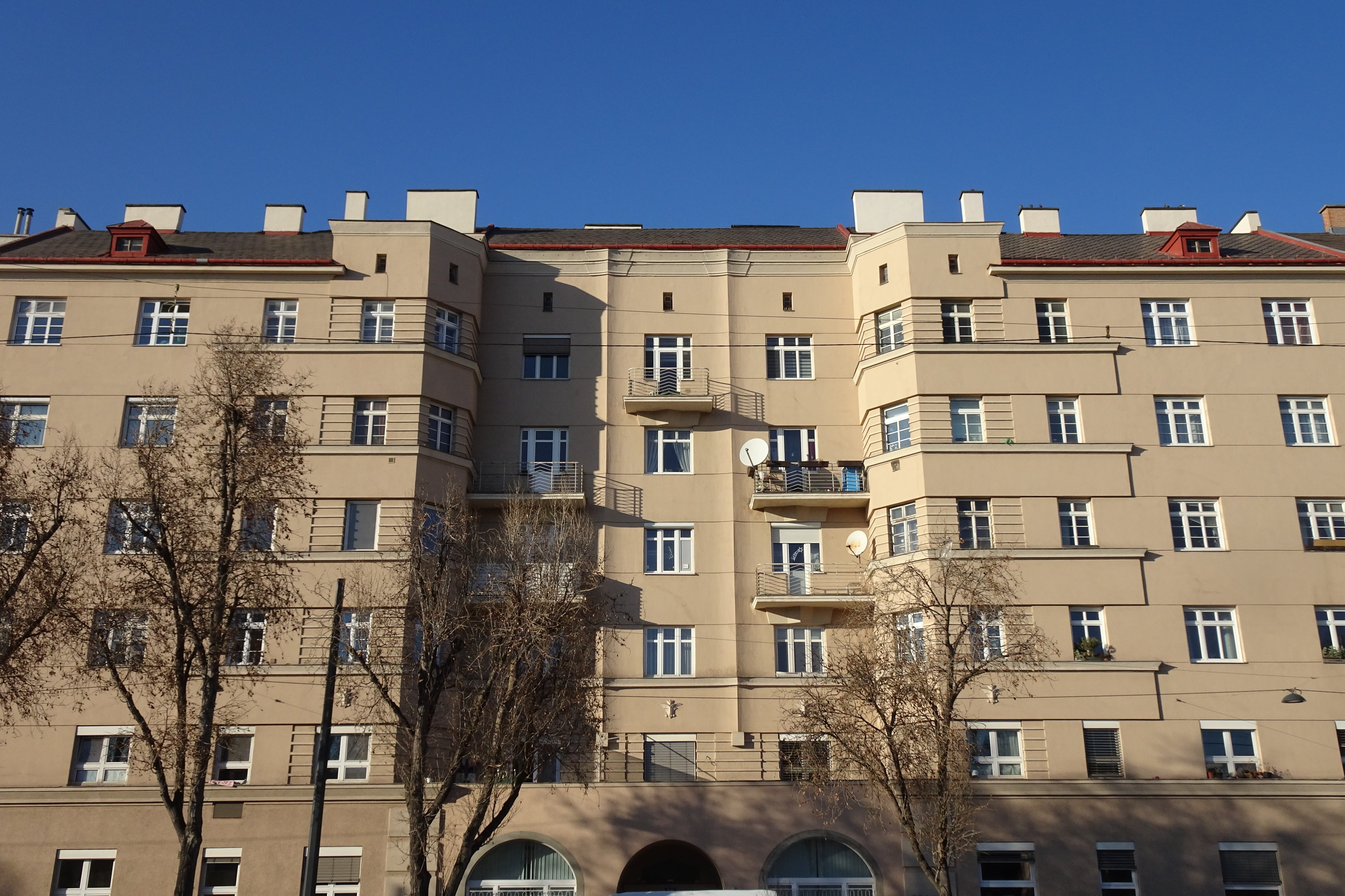
Margaretengürtel 36, Wien-Margareten
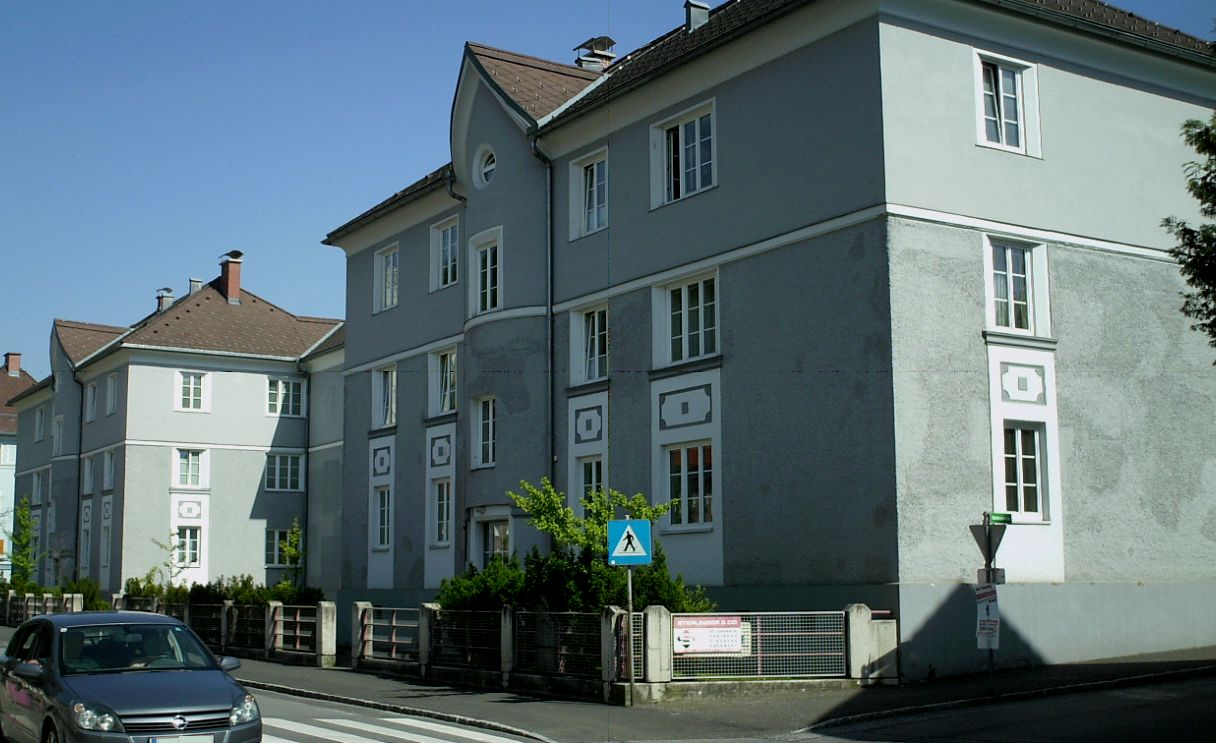
Mürzzuschlag
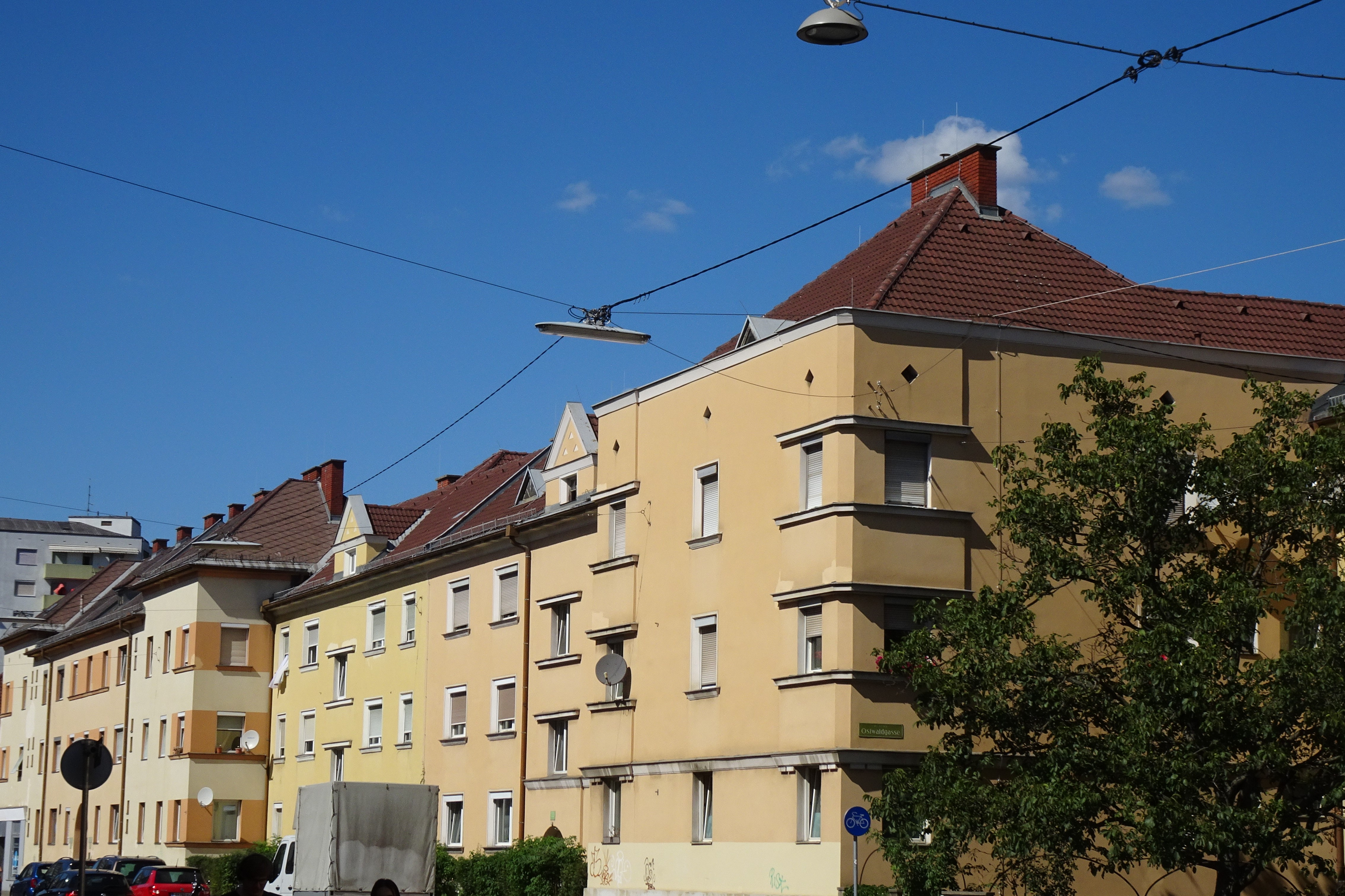
Graz (Alte Poststraße, Nr. 131–135, letzteres im Vordergrund)

### Wohnhausanlagen der Gemeinde Wien
- 1924/25: Landstraßer Hof, Drorygasse 8, Wien-Landstraße, unter Denkmalschutz
- 1928/29: heute so benannter Manfred-Ackermann-Hof, Brigittaplatz 11–13, Wien-Brigittenau, unter Denkmalschutz
- 1929: Onno-Klopp-Gasse 12–16, Wien-Penzing

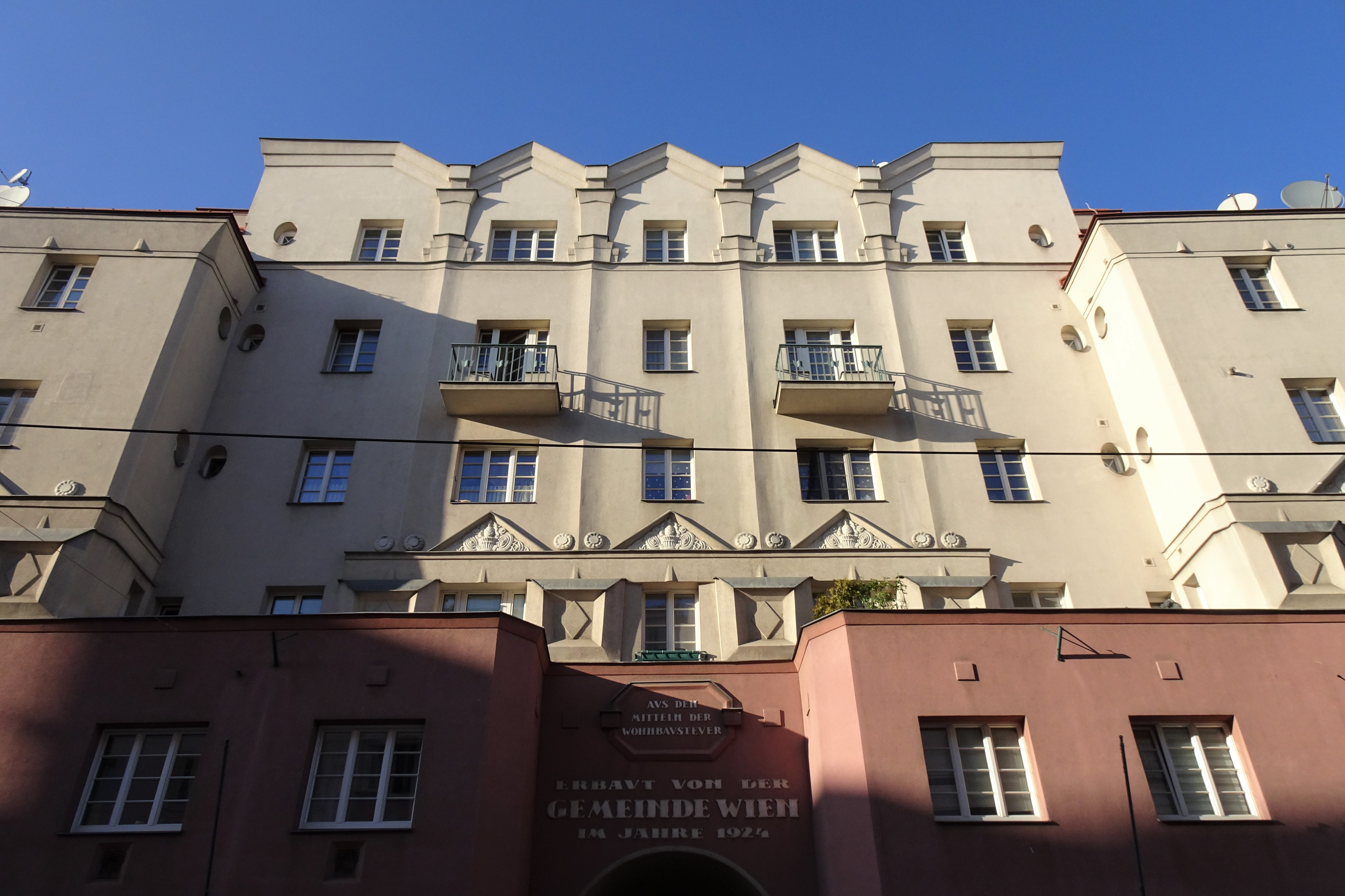
Landstraßer Hof
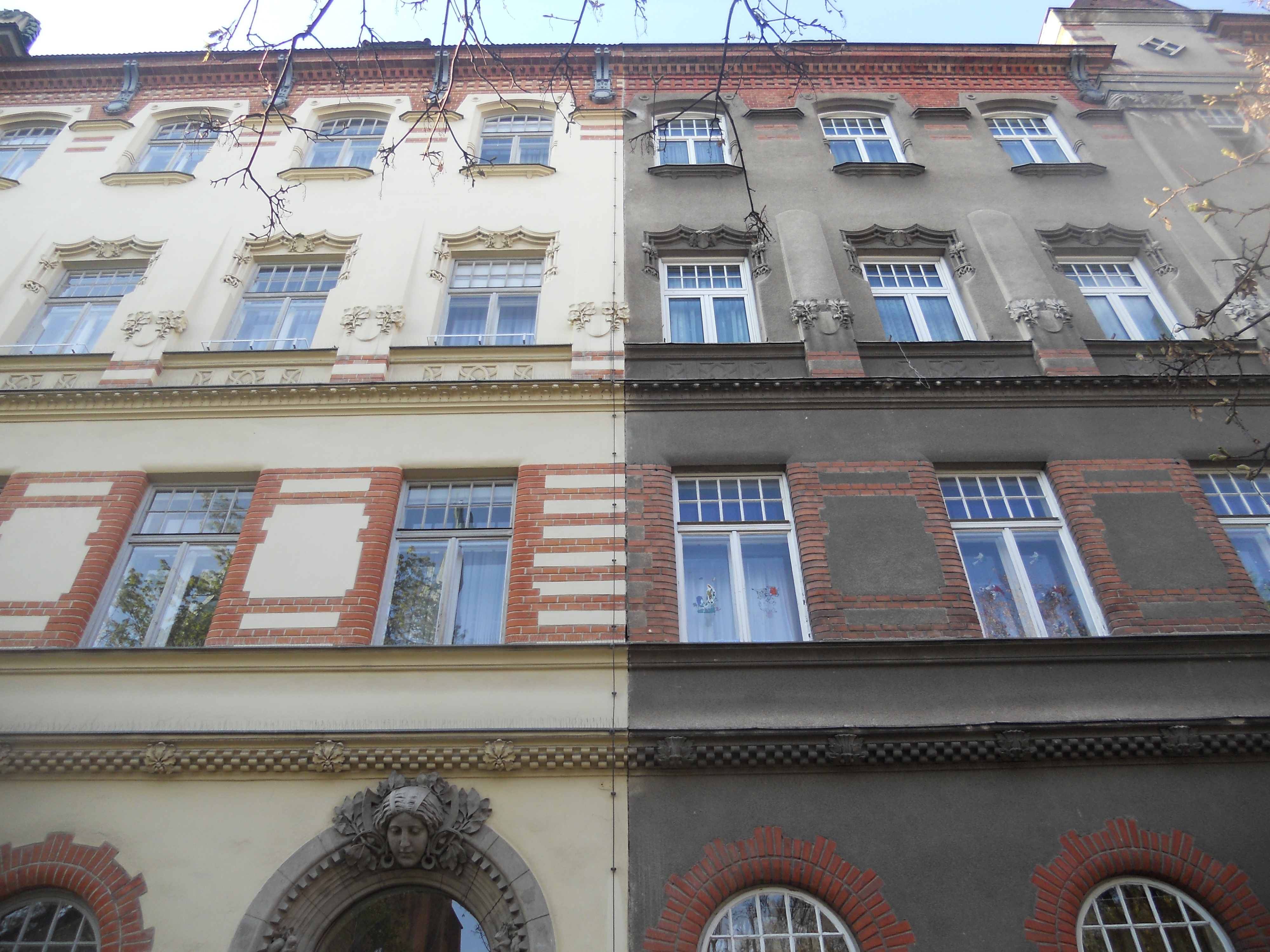
Bruchloser Übergang zwischen Bezirksamt und Manfred-Ackermann-Hof
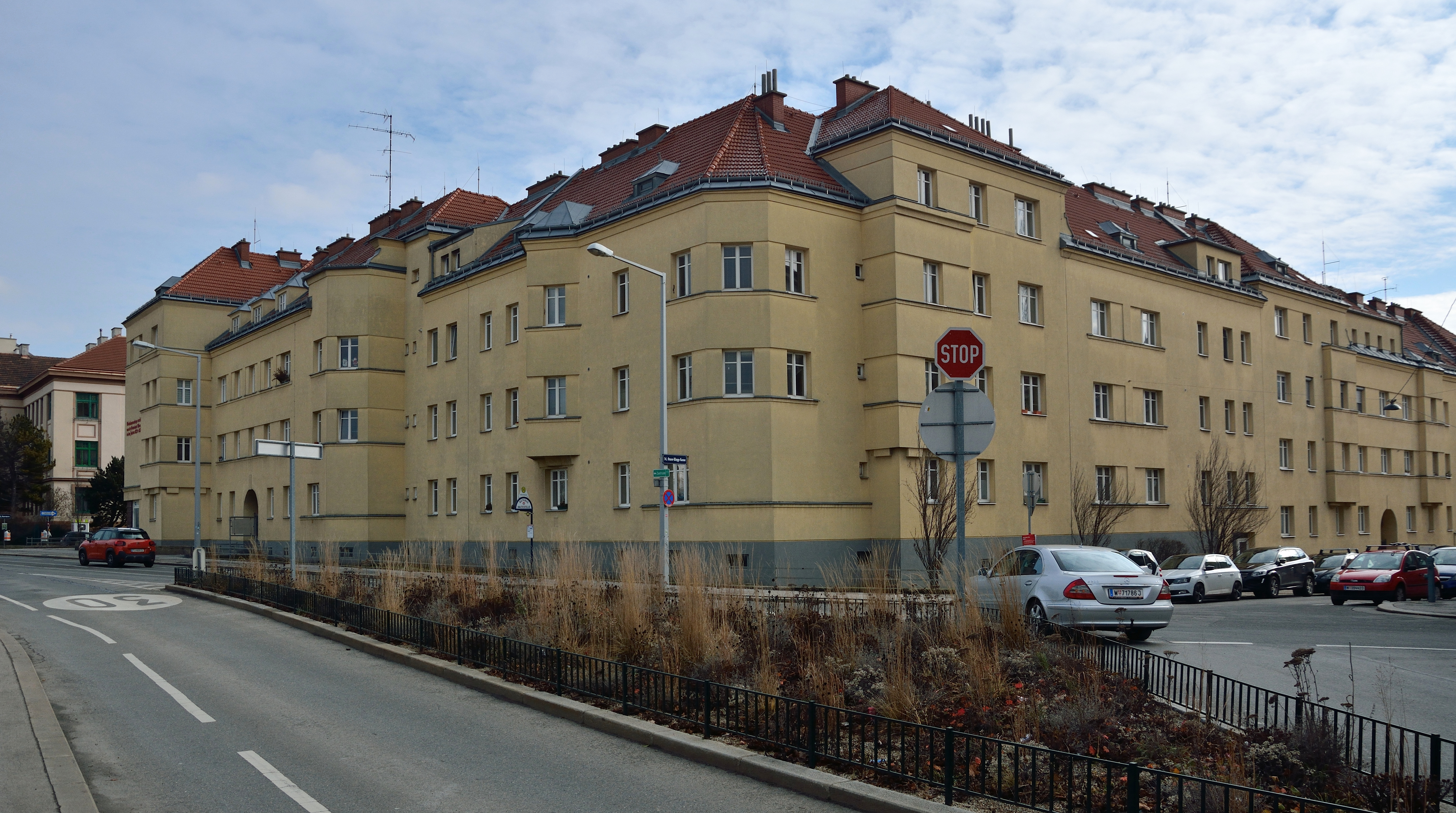
Onno-Klopp-Gasse 12–16, das letzte dokumentierte Gebäude

### Öffentliche Bauten und Denkmäler
- 1904: Kaiser-Franz-Josef-Museum (mit Karl Reiner), Hochstraße 51, Baden
- 1905/06: Amtshaus Brigittenau, Brigittaplatz 10 Wien-Brigittenau, unter Denkmalschutz
- 1908: Denkmal für Franz Joseph I., Wiener Neustadt (Bildhauer Josef Tuch, seit 1957 im Wiener Burggarten), unter Denkmalschutz
- 1909: Hesserdenkmal, Wien-Neubau (Bildhauer Josef Tuch), unter Denkmalschutz
- 1910–1912: Volksschule- und Hauptschule Althofen
- 1912–1914: Reichsanstalt für Mütter- und Säuglingsfürsorge (zwischenzeitlich Kinderklinik Glanzing), Glanzinggasse 34–38, Wien-Döbling, unter Denkmalschutz

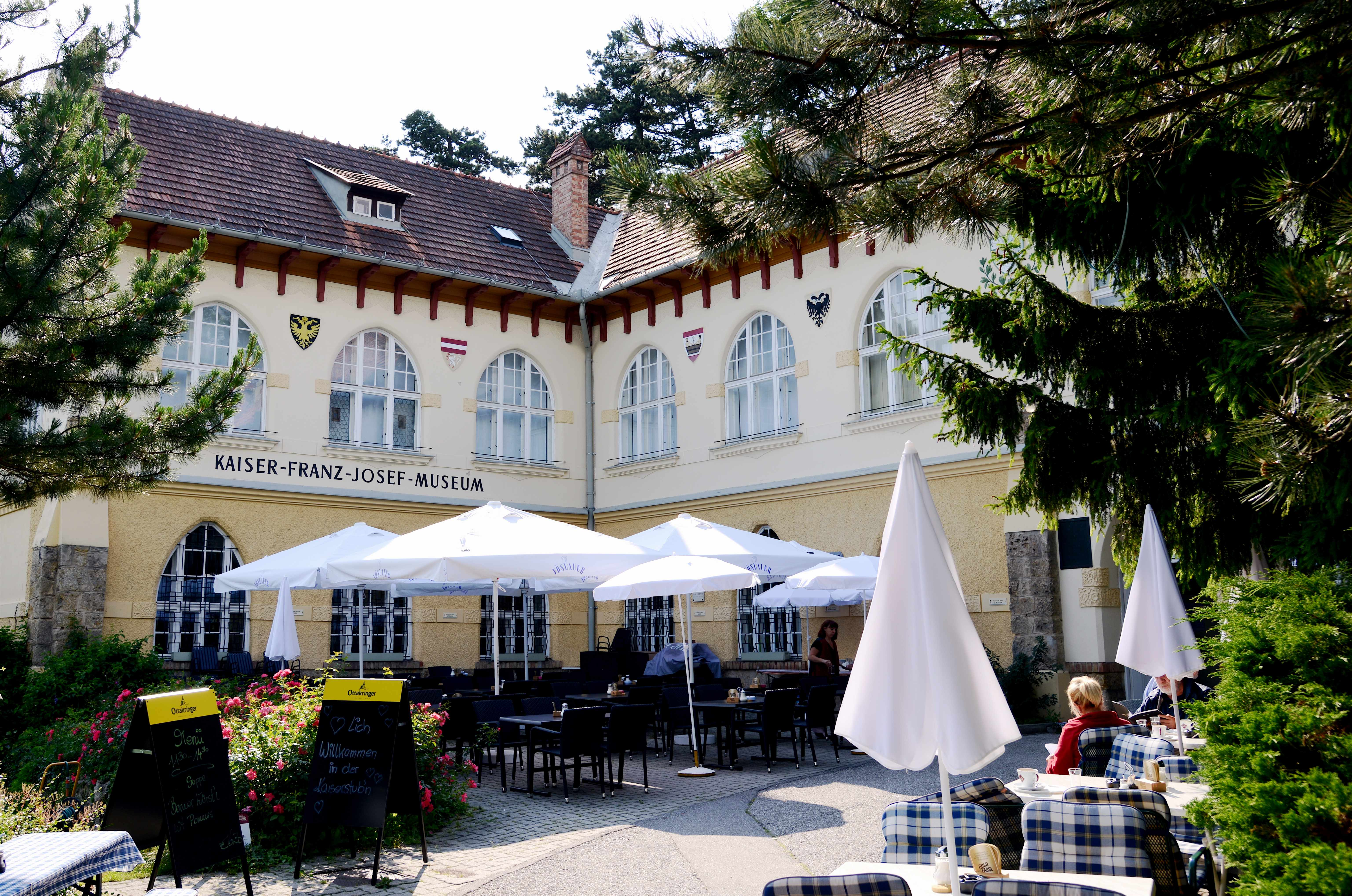
Kaiser-Franz-Josef-Museum
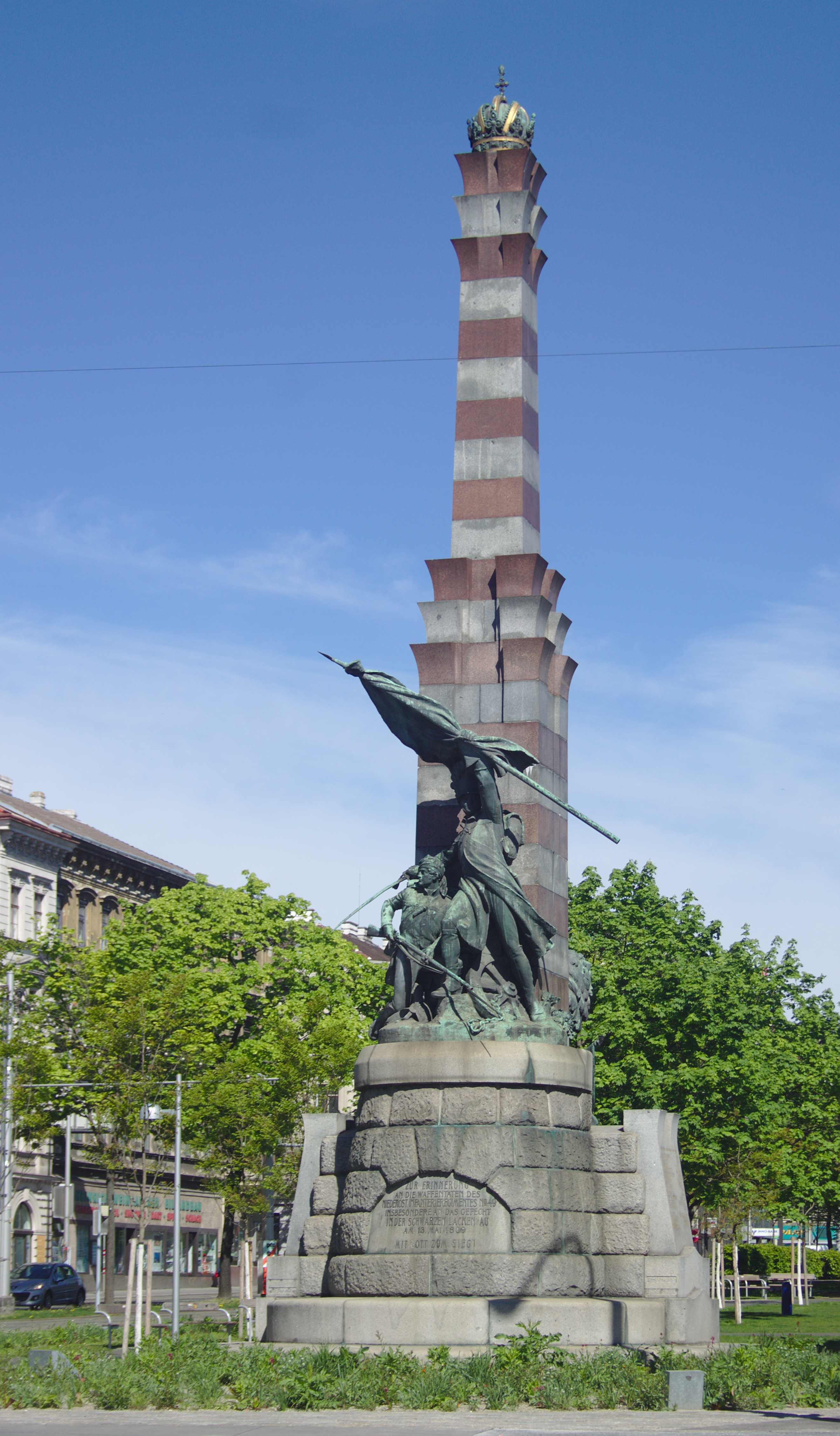
Hesserdenkmal
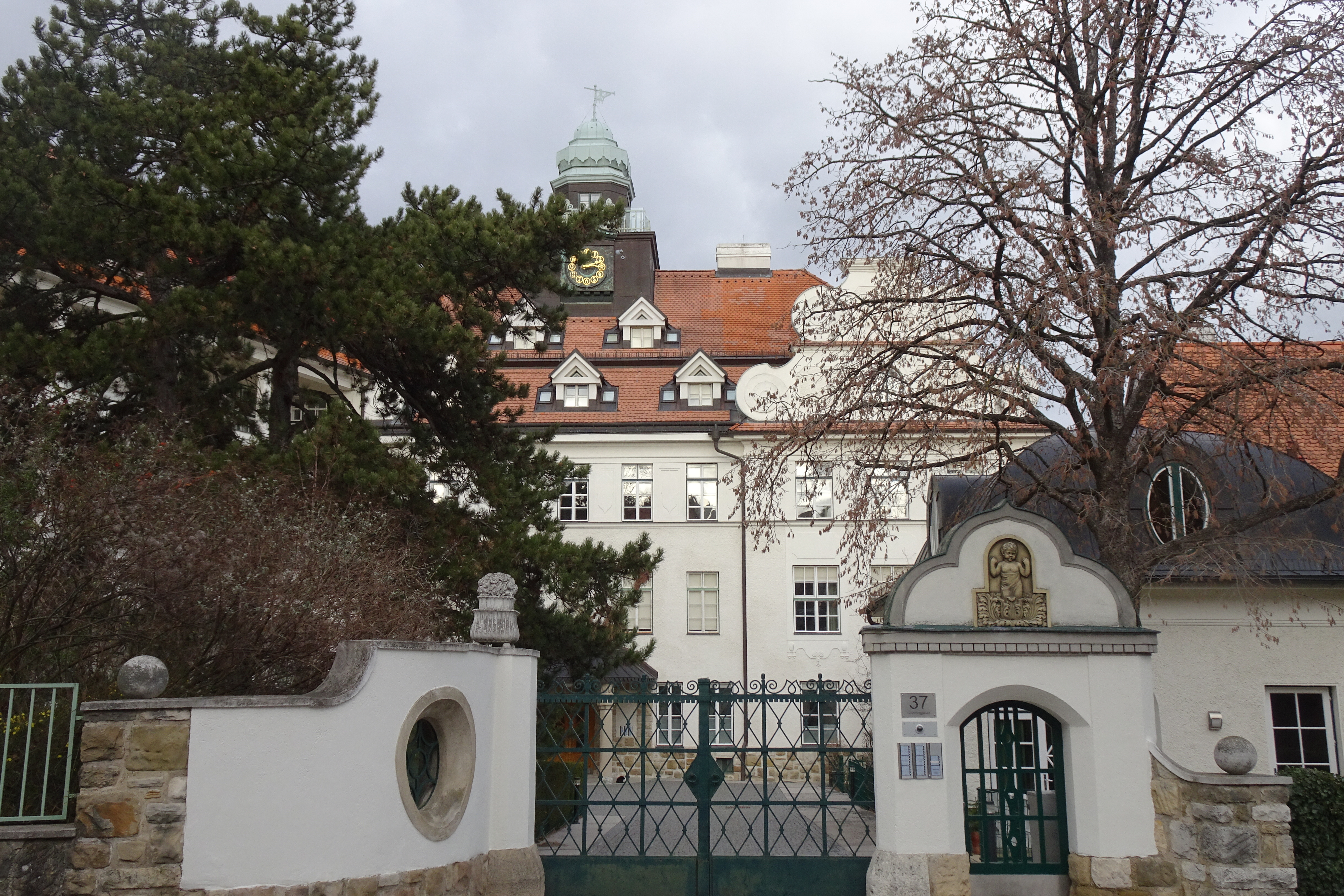
Kinderklinik Glanzing